# Rugosana urbana
Rugosana urbana är en insektsart som beskrevs av Delong och Freytag 1964. Rugosana urbana ingår i släktet Rugosana och familjen dvärgstritar. Inga underarter finns listade i Catalogue of Life.